# Publius Vedius Pollio

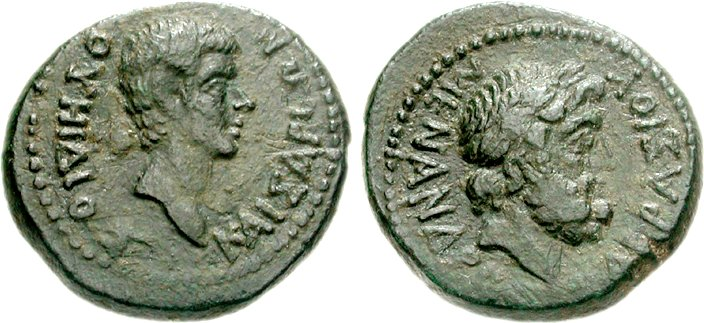
Munt uit de tijd van keizer Augustus. De ene zijde (links) toont het hoofd van Vedius Pollo als legaat van Asia met de legende ΟΥΗΔΙΟΣ (Vedios) en ΚΑΙΣΑΡΕΩΝ. De andere zijde toont een gelauwerde kop van Zeus, met als legende de naam van de magistraat Menander, de zoon van Parrhasios.

Publius Vedius Pollio (PIR1 213) (overleden 15 v.Chr.) behoorde tot de stand van de equites en was de zoon van de vrijgelatene Publius Vedius. Hij was uitzonderlijk rijk en een vriend van Augustus.

## Proconsulvan Asia
Hij zou door deze laatste als proconsul naar de provincia Asia gestuurd. Voor iemand van de stand van de equites was het ongewoon om deze provincia te besturen (gewoonlijk was de proconsul een senator) en dit wijst waarschijnlijk op speciale omstandigheden. Vedius' ambtstermijn viel mogelijk in 31–30 v.Chr. voordat een "gewone" proconsul werd aangesteld, of na een zware aardbeving in de provincia in 27 v.Chr. Hij keerde nadien terug naar Rome, en toen Alexander en Aristobulus, de zonen van Herodes de Grote, rond 22 v.Chr. naar Rome kwamen, verbleven ze mogelijk bij hem.

## Vedius Pollio's murenen
Ondanks zijn verdiensten als proconsul, verwierf hij echter vooral naam door zijn uitzonderlijke wreedheid jegens zijn slaven. Hij bezat een reusachtige villa aan de golf van Napels, die later door Ovidius werd omschreven als "net als een stad". Zo had hij de gewoonte om slaven die hem ontriefden, te voederen aan zijn murenen. Volgens andere bronnen worden met het Latijnse woord murene echter lampreien bedoeld. Het levend worden opgegeten door dit soort vissen moet een zeer onaangename dood zijn geweest, want de vis "klamp zijn mond vast op het slachtoffer en boort met een getande tong in het vlees om bloed tot zich te nemen".
Ondanks dit alles bleef hij toch nog een tijd lang bevriend met Augustus, ter ere van wie hij een schrijn of monument bouwde te Beneventum. Maar er is een anekdote overgeleverd, die ons vertelt over een avond waarop Augustus bij hem bleef eten. Tijdens de maaltijd brak een slaaf een duur stuk huisraad, waarop Vedius Pollio een teken gaf aan de andere slaven dat de onhandige slaaf voor de murenen moest worden geworpen. De ongelukkige had dit echter opgemerkt, en viel aan de voeten van Augustus in de hoop aan het vreselijke lot te ontkomen. Augustus zag in dat hij niet veel kon doen, aangezien de slaaf eigendom was van Pollio. Sluw als hij was, deed hij het volgende: hij brak een stuk huisraad van dezelfde soort als wat de slaaf had laten vallen en begon zich uitvoerig te excuseren. Pollio zat wat verveeld met de situatie en zei dat het niets was. Hierop vroeg Augustus hem om de onhandige slaaf te mogen overkopen. Op deze manier was de man gered van de murenen. Terwijl Seneca vermeldt dat Augustus de slaaf vervolgens vrij liet, zegt Cassius Dio dat Vedius "zijn slaaf niet kon straffen voor iets dat ook Augustus had gedaan."

## Dood en nalatenschap
Bij zijn dood in het jaar 15 voor onze tijdrekening liet Pollio het grootste gedeelte van zijn bezittingen na aan Augustus, waaronder zijn reusachtige villa (Pausylipum) en zijn huis op de Esquilijn, en vroeg om op de plaats van zijn huis een gepast monument op te trekken. Augustus liet vervolgens het huis platgooien en trok er een colonnade (Porticus Liviae) op ter ere van zijn vrouw Livia, dat hij in 7 v.Chr. inwijdde. Hoewel de verwoesting van de villa door Ovidius werd gezien als een duidelijke stellingname van Augustus tegen overdreven luxe, meent Kenneth Scott dat Augustus slechts de laatste wensen van Vedius eerde en dat elke suggestie dat het gericht was tegen de herinnering van Vedius slechts "roddelpraat" is.
In Napels had Pollio een villa. Keizer Augustus had via zijn architect Lucius Cocceius Auctus een tunnel laten graven van de villa naar het nabije Pozzuoli; de tunnel heet Grot van Seianus.

## Antieke bronnen
- Cassius Dio, LIV 23.1-6.
- Ovidius, Fasti VI 639-648.
- Plinius maior, Naturalis Historia IX 39.
- Lucius Annaeus Seneca, De ira II 40, De misericordiae et clementiae I 18.2.
- Tacitus, Annales I 10.5, XII 60.4.
- Tertullianus, De Pallio 5.6.
- CIL IX 1556 = ILS 109.